# Langebaan
Langebaan è una cittadina sudafricana affacciata sulla baia di Saldanha nella provincia del Capo Occidentale, non lontano da Città del Capo. La cittadina è un'affermata località balneare e naturalistica, ben nota tra i praticanti dell'osservazione degli uccelli e dell'osservazione delle balene.